# Перлина в короні
«Перлина в короні» (пол. Perła w koronie) — польський драматичний фільм 1972 року режисера Казімежа Куца. Стрічка була представлена на Каннському кінофестивалі 1972 року. Фільм також був відібраний як польська заявка на 45-ту церемонію вручення премії «Оскар» у номінації «Найкращий фільм іноземною мовою», але не був прийнятий як номінант.

## Сюжет
Дія фільму відбувається в серпні 1934 року в польській частині Верхньої Сілезії. Фільм оповідає про історію страйку на вигаданій шахті «Сигізмунд». Ясь, молодий шахтар, який працює на шахті, живе з дружиною і двома маленькими синами. Одного разу він дізнається, що збиткову шахту закриють шляхом її затоплення водою. Спалахує страйк. Сім'ї допомагають страйкарям, попри те, що шахта оточена поліційним кордоном. Звернення до уряду залишаються без відповіді, керівництво шахти упирається, тому гірники оголошують голодування. У відповідь поліція жорстоко розганяє демонстрацію. Рішучі гірники вирішують продовжити страйк під землею, всупереч неминучій загрозі затоплення шахти, згідно з початковим планом. Зрештою, керівництво і робітники підписують мирову угоду, шахтарі виходять на поверхню і повертаються до своїх родин.

## Акторський склад
- Люся Коволік — Вікта
- Ольґерд Лукашевич — Яс
- Ян Енґлерт — Ірвін Маліньок
- Францішек Пєчка — Г'юберт Сєрша
- Єжи Цнота — Авґуст Моль
- Бернард Кравчик — Францішек Була
- Тадуеш Мадея — Охман
- Генрик Марущик — Алоїз Ґрудньок
- Маріан Опаня — Альберт
- Єжи Сіви — Міленда